# 인도 분할에 대한 반대

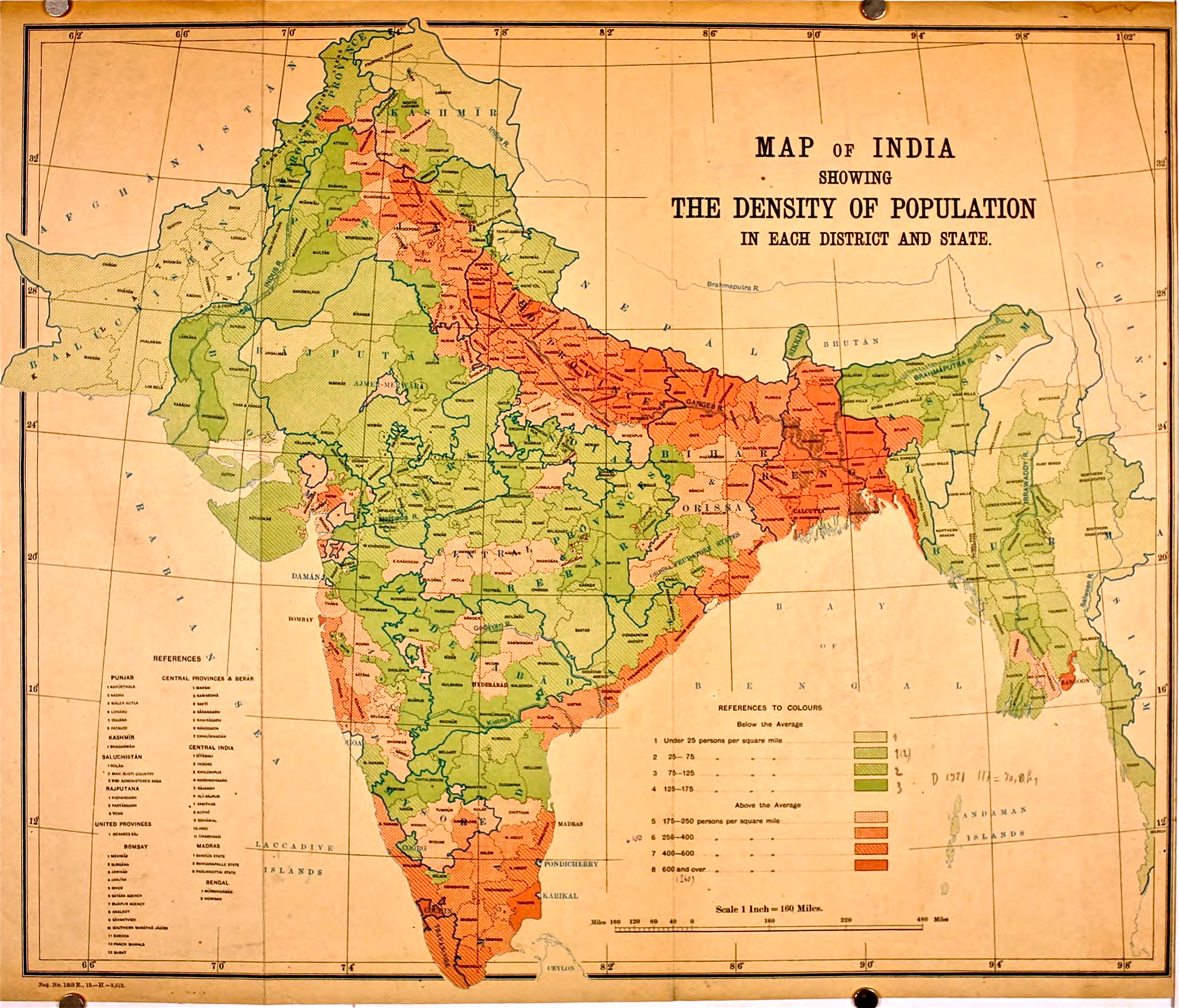
인도 제국의 지도 (1911)

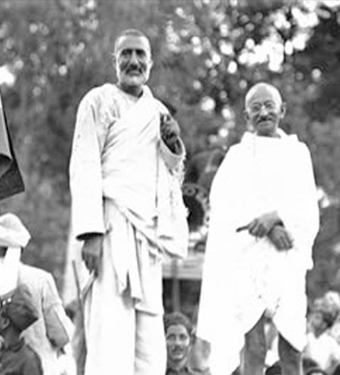
쿠다이 키드마트가르의 지도자 칸 압둘 가파르 칸과 마하트마 간디는 모두 인도 국민회의 소속으로 인도 분할에 반대했다. 두 사람 모두 무슬림과 힌두교도는 수세기 동안 평화롭게 함께 살았고 인도에서 공통의 역사를 공유했다는 사실을 언급했다.

인도 분할에 대한 반대는 20세기에 인도 제국에 널리 퍼져 있었고, 현재까지도 남아시아 정치에서 화두로 남아있는 주제이다. 인도 분할을 반대하는 이들은 종종 합성민족주의의 이론을 고수하기도 했다. 힌두교도, 기독교도, 영국계 인도인, 파르시인 공동체와 시크교도 공동체가 인도의 분할과 그 기저에 있는 양국론에 크게 반대했으며, 전인도 아자드 무슬림 회의로 대표되는 다수의 무슬림도 반대했다.
파슈툰족 정치인이자 쿠다이 키트마트가르의 지도자였던 칸 압둘 가파르 칸은 인도를 분할하자는 제안을 비이슬람적인 것으로 보고 무슬림들이 인도를 천년 이상 그들의 조국으로 여겼던 공통의 역사와 모순된다고 보았다. 마하트마 간디는 "힌두교도와 무슬림은 인도의 같은 토양의 아들들이며 그러므로 그들은 인도를 자유롭고 단결시키기 위해 노력해야 하는 형제였다."라고 말했다.
데오반드파의 수니파 이슬람교도들은 "파키스탄 운동이 강력한 통합 인도의 출현을 막기 위한 식민지 정부의 음모"라고 비판했고, 인도의 분할을 비난하기 위해 아자드 무슬림 회의를 조직하는 것을 도왔다. 그들은 또한 만약 인도가 분할된다면 이슬람교도의 경제적 발전에 피해가 갈 것이라고 주장하며, 분할론은 이슬람 사회를 후퇴시키기 위해 고안된 것이라고 보았다. 데오반드파는 후다이비야 조약을 가리키며 "두 공동체 사이의 상호 작용을 촉진시켜 무슬림들이 평화적인 사회(Tabligh)를 통해 쿠라이시족에게 그들의 종교를 전할 수 있는 더 많은 기회를 허용했다"고 말했다. 데오반드파 학자였던 후사인 아흐메드 마다니는 저서 <합성민족주의와 이슬람>(Muttahida Qaumiyat Aur Islam;우르두어: متحدہ قومیت اور اسلام)에서 통일 인도를 논의했으며, 다른 종교가 다른 국적을 구성하지 않으며, 인도의 분할에 대한 제안은 종교적으로 정당하지 않다는 생각을 공표한다.
카쉬카르 운동의 지도자 이나야툴라 칸 마슈리키는 그는 만약 이슬람교도와 힌두교도가 수세기동안 인도에서 평화롭게 함께 살았다면, 그들은 자유롭고 통합된 인도에서도 그렇게 할 수 있을 것이라고 생각했기 때문에 인도 분할에 반대했다. 마슈리키는 양국론을 '인도가 서로 대립하는 두 나라로 나뉘면, 이 지역을 더 쉽게 지배하기 위한 영국의 음모'로 판단했다. 마슈리키는 "무슬림의 다수 지역은 이미 무슬림의 지배하에 있었기 때문에, 만약 어떤 무슬림이라도 이 지역으로 이주하기를 원한다면, 나라를 분할할 필요 없이 자유롭게 그렇게 할 수 있었다"고 생각했다.
1946년 인도 지방 선거에서는 주로 상류층 출신의 인도인 무슬림의 16%만이 투표할 수 있었다. 많은 하층계급 인도인 무슬림들은 "무슬림 국가가 상류계급 이슬람교도들에게만 혜택을 줄 것"이라고 믿으며 인도의 분할에 반대했다.
식민지 시기 인도의 기독교도를 대표하던 전인도 기독교인 회의와 타라 싱이 이끌었던 시크교도 단체인 치프 칼사 디완과 시로마니 아칼리 달도 파키스탄을 만들자는 분리주의자들의 요구를 비난하며, 그것을 그들을 박해할 가능성이 있는 운동으로 보았다.
오늘날 인도 분할을 비판하는 사람들은 "분열되지 않은 인도는 세계에서 가장 강력한 군대 중 하나를 자랑하고, 더 경쟁력 있는 스포츠 팀을 가지고, 종교적 조화를 가진 소수민족의 보호를 강화하며, 여성의 권리를 더 신장하고, 확장된 해양 국경을 소유하며, 높은 지위의 소프트 파워를 계획하며, 국방 대신 교육과 건강에 집중할 수 있었을 것이다."라고 주장한다. 또한 파키스탄은 종교적 분리에 기반하여 인도의 분할을 통해 만들어졌기 때문에, 인도라는 나라를 종교적 선에 따라 나누는 바로 그 개념은 현대 시대에 뒤떨어진 생각이라는 비판을 받아왔다. 분할 이후, 인도의 분할에 대한 비판자들은 그것이 실수라는 견해를 보여주기 위해 1,500만 명의 사람들이 추방되고, 백만 명 이상의 사람들의 살해되었으며, 그리고 75,000명의 여성들이 강간된 사실을 지적한다.

## 같이 보기
- 마다니-이크발 논쟁
- 간디주의
- 힌두교도-무슬림 통합
- <합성민족주의와 이슬람>
- 인도 독립운동
- 힌두스탄
- 인도 민족주의
- 파키스탄 운동
- 인도 분할 당시 여성에 대한 폭력